# Крешимир Мишак
Крешимир Мишак (Загреб, 1972) јесте хрватски новинар, рок музичар и писац научне фантастике.
Мишак је аутор и водитељ познате ТВ емисије „На рубу знаности” на Хрватској радио-телевизији која се бави теоријама завере и псеудонауком. Један је од истакнутих заговорника псеудоисторије и разних глобалних теорија завере у Хрватској.

## Образовање
Мишак је дипломирао новинарство на Факултету политичких знаности Свеучилишта у Загребу 1996. године.

## Каријера
Мишак је објављивао новинарске, музичке и белетристичке радове.

### Новинарство
Од 1988. је радио у едукативним емисијама Хрватског радија. Најпознатији је по својој емисији „На рубу знаности” која говори о паранормалним и рубним научним темама, коју води на Хрватској телевизији од 2002. године до данас.
Повремено пише и за часописе Забавник, Дрво знања, Модра ласта, Свјетлост, Некус и Визионар. Његова научнопопуларна књига Телепатија и телекинеза објављена је 2006. године.

### Музика
Први концерт у КСЕТ-у одржао је 1988. године. Од тада је снимио шест албума са четири различита бенда: Фантоми, Фантоми2, Грађани и Вируси. Тренутно је фронтмен рок групе Хакуна Матата.

### Писање
Од 1999. године објавио је десетак научнофантастичних кратких прича, већином у часопису Футура и Годишњим збиркама хрватске научне фантастике. Добитник је награде СФера у категорији новелете два пута — за Свијет идуће секунде (2000) године и за Аквариј са златним рибицама (2005). Свијет идуће секунде поново је објављен у Ад Астра - Антологији хрватске знанственофантастичне приповијетке 1976—2006 . Звјездани рифови, збирка његових прича, објављена је 2005. године.

### Критика
Мишак је био мета хрватске академије и медија због пласирања дезинформација и псеудонаучних теорија у вези порицања глобалног загревања, Новог светског поретка, алтернативне историје и уфологије. Академију посебно забрињавају његове теорије и истичу их као „опасне“ и „очигледне бесмислице“. Он нема никакво формално образовање о тим питањима.